# (1828) Kashirina
(1828) Kashirina est un astéroïde de la ceinture principale.

## Description
(1828) Kashirina est un astéroïde de la ceinture principale. Il fut découvert le 14 août 1966 à Nauchnyj par Lioudmila Tchernykh. Il présente une orbite caractérisée par un demi-grand axe de 3,06 UA, une excentricité de 0,11 et une inclinaison de 14,3° par rapport à l'écliptique.

## Compléments